# Bomba zip
Una bomba zip també coneguda com a bomba de descompressió, zip bomb o zip of death (ZOD), és un fitxer comprimit maliciós dissenyat col·lapsar o representar inútilment un sistema operatiu o programa que provi de llegir-lo. Com més vell sigui el sistema operatiu o el programa, menys probabilitats hi ha que la bomba zip sigui detectada. Aquests fitxers maliciosos són utilitzats sovint per desactivar programari antivirus, per tal d'introduir o iniciar un altre programari maliciós més tradicional.
Una bomba zip executa un programa i el fa funcionar normalment, ja que en comptes de segrestar l'operació del programa, crea un arxiu que requereix una càrrega excessiva de temps, espai de disc, poder computacional, o registre per desempaquetar.
La majoria de programes d'antivirus moderns, però poden detectar bombes zip i impedir l'usuari d'extreure qualsevol cosa des d'aquests fitxers maliciosos.

## Detalls i ús
Una bomba zip és usualment un fitxer petit per facilitar-ne la transmissió i per evitar sospita. Tanmateix, quan el fitxer és desempaquetat, els seus continguts són més grans del que el sistema pot gestionar.
Un exemple famós d'una 1 bomba zip s'anomena 42.zip i és d'autoria desconeguda. Aquest fitxer comprimit ocupa uns 42 kilobytes, però dins seu en realitat s'hi troben cinc capes de fitxers zip en conjunts de 16, que al nivell més baix conté fins a 4,3 gigabytes d'informació d'un total de 4,5 petabytes en dades descomprimides.
En molts antivirus hi ha detecció de només unes quantes capes de recurrència d'anàlisi dels fitxers i això ajuda a impedir atacs per causa de desbordament de buffer de memòria, errors de manca de memòria, o excés del temps acceptable d'execució d'una aplicació. Les bombes zip sovint es basen en la repetició de fitxers idèntics per aconseguir les seves proporcions de compressió extremes. També, però poden emprar mètodes de programació dinàmica per aconseguir la denegació de tals fitxers, de manera que l'arxivament només es desenvolupa recursivament a cada nivell, i així de forma efectiva s'acaba convertint el seu creixement exponencial a lineal.